# Настоящие программисты не используют Паскаль
Настоящие программисты не используют Паскаль — эссе о программировании, которое написал Эд Пост (англ. Ed Post) из орегонской компании Tektronix. Оно было опубликовано как письмо в редакцию в 29-м томе 7-го выпуска журнала Datamation в июле 1983 года. Название статьи пародировало название сатирической книги, быстро ставшей бестселлером, «Настоящие мужчины не едят киш» (англ. Real Men Don't Eat Quiche), опубликованой издательством PocketBook в 1982 году, автор которой (Брюс Фейрштейн (англ. Bruce Feirstein)) высмеял стереотипы о маскулинности.
Эта статья в своё время широко обсуждалась в новостных группах компьютерной сети Usenet и была хорошо известна многим специалистам индустрии производства программного обеспечения. Статья породила множество подражаний и отсылок к предмету обсуждения.
Статья сравнивает и противопоставляет настоящих программистов, которые используют перфокарты и программируют на Фортране и Ассемблере, современным «пожирателям пирогов с заварным кремом», которые используют такие языки программирования, как Паскаль, поддерживающие структурное программирование и накладывающие определённые ограничения с целью предотвращения наиболее распространённых ошибок в логике работы программы. В статье приводился ряд подвигов настоящих программистов, таких как подвиг Сеймура Крэя — создателя суперкомпьютера Cray-1, набравшего операционную систему для компьютера CDC 7600 с консоли по памяти для того, чтобы его запустить.